# Amerotyphlops costaricensis
Amerotyphlops costaricensis — вид змій родини сліпунів (Typhlopidae). Мешкає в Центральній Америці.

## Поширення і екологія
Amerotyphlops costaricensis мешкають в Гондурасі, Нікарагуа і Коста-Риці. Вони живуть в сосново-дубових лісах та у вологих гірських тропічних лісах, на висоті від 150 до 1500 м над рівнем моря.